# Boss General Catalogue
Boss General Catalogue (General Catalogue, w skrócie: GC) – katalog astronomiczny zawierający dane o 33 342 gwiazdach. Został on zestawiony przez Benjamina Bossa (1880-1970) i opublikowany w USA w 1936 roku.
Zawierał dane o położeniu, ruchu własnym, jasności i typie widmowym gwiazd całego nieba jaśniejszych niż 7m oraz niektórych słabszych gwiazd, dla których znany był dokładnie ruch własny. Jego oryginalna nazwa brzmi: General Catalogue of 33,342 stars for the epoch 1950. Zastąpił on wcześniejszy Preliminary General Catalogue of 6,188 Stars for the Epoch 1900, sporządzony w roku 1910 przez jego ojca, Lewisa Bossa.